# CEV-Pokal 2016/17 (Männer)
Der CEV-Pokal 2016/17 der Männer begann mit der ersten Runde am 6. Dezember 2016 und endete mit den Finalspielen am 12. und 15. April 2017, bei denen sich Tours Volley-Ball gegen Trentino Volley im Golden Set durchsetzte.